# Die besten Frauen der Welt
Die besten Frauen der Welt ist ein Dokumentarfilm der Regisseurin Britta Becker aus dem Jahr 2008. Der Film wurde von der Kölner Firma Little Shark Entertainment und dem WDR produziert.

## Handlung
Die Regisseurin begleitet die deutsche Fußballnationalmannschaft der Frauen auf ihrem Weg zum Titelgewinn der Fußball-Weltmeisterschaft der Frauen 2007. Von den Trainingslagern im Juni 2007 über das erste WM-Spiel bis zur Siegesfeier auf dem Frankfurter Römer schaut sie den Spielerinnen über die Schulter und erlebt dabei, wie manche vor dem Spiel von den Unparteiischen angehalten werden ihre langen Fingernägel zu kürzen, schaut mit ihnen Spiele der Gegnerinnen im Fernsehen und dokumentiert ihre Konzentration in der Kabine vor dem Spiel.
Des Weiteren begleitet Britta Becker die Mannschaft bei den Freizeitaktivitäten und führt persönliche Gespräche mit den Spielerinnen. In diesen Interviewsequenzen erzählen die Spielerinnen über ihr Leben als Fußballerinnen, liefern dabei Hintergründe zum Frauenfußball und bringen diverse Anekdoten aus ihren eigenen Erfahrungen zu Tage. Sonja Fuss erzählt beispielsweise, das sie in der Jugend ein Jahr lang unter falschem Namen in einer Jungenmannschaft gespielt hat. Birgit Prinz wiederum erläutert ihre Einstellung zur Rolle des „Stars“, der sie nicht sein will: „Bekannt zu sein, Macht zu haben, Geld zu haben. Das ist nicht das, wonach ich strebe, auch wenn es anscheinend in der Gesellschaft angesagt ist.“

## Hintergrund

### Produktion
Die Regisseurin und die Mannschaft lernten sich während des Algarve Cups im März 2007 in Portugal kennen. Während des Turniers entstand ein kleiner Film, der bei der Mannschaft auf positive Resonanz stieß. Als Folge wurde beschlossen, einen Film über die Weltmeisterschaft zu drehen. Dabei war es das Ziel, keine Kopie des Filmes Deutschland. Ein Sommermärchen über die deutsche Männernationalmannschaft während der Fußball-Weltmeisterschaft 2006 zu machen. Becker wollte dabei näher an die Spielerinnen heran, da die meisten Nationalspielerinnen in Deutschland einen niedrigen Bekanntheitsgrad haben.
Insgesamt wurden 120 Stunden Filmmaterial aufgenommen, die auf 90 Minuten gekürzt wurden. Produzenten des Films waren Tom Spieß und Sönke Wortmann, die bereits für den Dokumentarfilm „Deutschland. Ein Sommermärchen“ verantwortlich waren. Die Produktion des Filmes wurde vom Fußball-Weltverband FIFA gefördert.
Bundestrainerin Silvia Neid erklärte, dass es das Ziel und die Idee des Filmes war, die Nationalspielerinnen bekannter zu machen.

### Verwertung
Im Gegensatz zum Film „Deutschland. Ein Sommermärchen“ wurde „Die besten Frauen der Welt“ nicht im regulären Kinoprogramm gezeigt. Die Uraufführung fand vor 200 geladenen Gästen am 17. Dezember 2007 im Frankfurter CineStar Metropolis statt. Am 2. Januar 2008 zeigte die ARD den Film erstmals im Fernsehen. 1,96 Millionen Zuschauer bedeuteten einen Marktanteil von 8,2 Prozent. Am 23. Mai 2008 soll der Film als DVD in den Handel kommen.

## Kritiken
Steffen Gerth von Spiegel Online bezeichnete Die besten Frauen der Welt als Gegenentwurf zum Sommermärchen: „In ihrer gelungenen TV-Dokumentation "Die besten Frauen der Welt" erzählt Britta Becker die Geschichte des WM-Siegs der DFB-Damen in China und zeigt die Fußballerinnen als sympathische Realistinnen.“, kritisierte aber den Sendetermin als eine „Frechheit“. Bastian Henrichs würdigt in der taz, dass der Film seinen Fokus nicht alleine auf das Turnier richtet, sondern auch Hintergründe zum Frauenfußball liefert. Ähnlich positiv sehen die Potsdamer Neuesten Nachrichten den Film, der „wohltuenderweise auch mal Mannschaftssportlern eine Bühne bietet, die neben ihrer Lieblingsbeschäftigung bemerkenswert reflektiert Gedanken zum Ausdruck bringen können, die nicht durch Spielfeldmarkierungen begrenzt sind.“